# José Zúñiga (calciatore)
José Zúñiga (1946) è un ex calciatore costaricano, di ruolo attaccante.

## Carriera

### Club
Inizia la carriera nel Saprissa nel 1962 in prima squadra con cui vince quattro campionati nazionali. Nell'estate 1967 viene ingaggiato dagli statunitensi dell'Oakland Clippers, con cui vince la NPSL I, progenitrice insieme alla USA, della più nota NASL. Ritornato al Saprissa, Zúñiga nel periodo tra il 1967 e il 1969 vince altri due campionati nazionali.
Nel 1970 Zúñiga passa all'Alajuelense con cui vince un altro campionato costaricano. Dopo l'esperienza con l'Alajuelense passa all'UCR e poi alla Ramonense. Nel 1972 ritorna nuovamente al Saprissa, con cui vince consecutivamente altri due campionati costaricani, oltre a due Tornei della Fraternità Centroamericana.

### Nazionale
Zúñiga ha militato nella nazionale di calcio della Costa Rica, giocando ventisette incontri.

## Palmarès

### Club

#### Competizioni nazionali
- Campionato costaricano di calcio: 9

Saprissa: 1962, 1964, 1965, 1967, 1968, 1969, 1972, 1973
Alajuelense: 1970
- NPSL I: 1

Oakland Clippers: 1967

#### Competizioni internazionali
- Copa Interclubes UNCAF: 2

Saprissa: 1972, 1973